# Gadha-Woundou
Ghada-Woundou est une ville et une sous-préfecture de Guinée, rattachée à la préfecture de Koubia et la région de Labé. 

## Population
En 2016, le nombre d'habitants est estimé à 7 448, à partir d'une extrapolation officielle du recensement de 2014 qui en avait dénombré 6 964.